# ساموئل ایدوزی
ساموئل ایدوزی (انگلیسی: Samuel Edozie؛ زادهٔ ۲۸ ژانویهٔ ۲۰۰۳) بازیکن فوتبال اهل بریتانیا است.
از باشگاه‌هایی که در آن بازی کرده‌است می‌توان به اشاره کرد.
وی همچنین در تیم‌های ملی فوتبال زیر ۱۸ سال انگلستان و زیر ۱۹ سال انگلستان بازی کرده‌است.